# 褐小灰蝶屬
褐小灰蝶屬（Pygmy Blue，學名：Brephidium）是灰蝶科眼灰蝶亞科中的一個屬。物種分佈於中南美洲。此屬的模式種褐小灰蝶 （Brephidium exilis）被認為是世界上最細小的蝴蝶，展翅寬半吋（12毫米）。

## 物種
- 褐小灰蝶 （Brephidium exilis） (Boisduval, 1852)
  - 斑褐小灰蝶 （Brephidium exilis thompsoni） Carpenter & Lewis, 1943
- 依褐小灰蝶 （Brephidium isophthalma） (Herrich-Schäffer, 1862) —— 又被認為是褐小灰蝶的一個亞種。
- 脈褐小灰蝶 （Brephidium metophis） (Wallengren, 1860)
- （Brephidium pseudofea） (Morrison, 1873)